# Beautiful Freak
Az 1996-os Beautiful Freak Mark Oliver Everett első nagylemeze egy teljes együttessel Eels néven (azért, hogy a boltokban az "E" művésznév alatt megjelent munkái mellé kerüljön a lemez). Ez volt a DreamWorks Records első világszerte megjelent albuma. Mark javasolta azt, hogy a borítón egy kislány legyen nagy szemekkel. A lány, akit lefotóztak, véletlenül pont úgy nézett ki, "mint egy miniatűr Susan", a Susan's House alanya. A My Beloved Monster később a Shrek betétdala lett, míg a Beautiful Freak a Hellboy II.: Az Aranyhadsereg és Szörny Rt. filmekben hallható.
Az album szerepel az 1001 lemez, amit hallanod kell, mielőtt meghalsz című könyvben.

## Az album dalai
|     | Cím                    | Szerző(k)                            | Hossz |
| --- | ---------------------- | ------------------------------------ | ----- |
| 1.  | Novocaine for the Soul | Mark Oliver Everett, Mark Goldenberg | 3:08  |
| 2.  | Susan's House          | Everett, Jim Jacobsen, Jim Weatherly | 3:43  |
| 3.  | Rags to Rags           | Everett                              | 3:53  |
| 4.  | Beautiful Freak        | Everett                              | 3:34  |
| 5.  | Not Ready Yet          | Everett, Jon Brion                   | 4:46  |
| 6.  | My Belowed Monster     | Everett                              | 2:13  |
| 7.  | Flower                 | Everett, Jacobsen                    | 3:38  |
| 8.  | Guest List             | Everett                              | 3:13  |
| 9.  | Mental                 | Everett                              | 4:01  |
| 10. | Spunky                 | Everett                              | 3:11  |
| 11. | Your Lucky Day in Hell | Everett, Goldenberg                  | 4:28  |
| 12. | Manchild               | Everett, Jill Sobule                 | 4:05  |

### Bónusz EP
Az 1997. április 14-én megjelent németországi kiadás egy bónusz, koncertfelvételeket tartalmazó EP-t is tartalmazott.
|    | Cím                          | Szerző(k)           | Hossz |
| -- | ---------------------------- | ------------------- | ----- |
| 1. | Novocaine for the Soul       | Everett, Goldenberg | 3:22  |
| 2. | Manchester Girl              | Everett             | 3:21  |
| 3. | My Beloved Mad Monster Party | Everett             | 2:34  |
| 4. | Flower                       | Everett, Jacobsen   | 3:17  |

## Közreműködők

### Eels
- Butch (Jonathan Norton) – dob, háttérvokál
- E (Mark Oliver Everett) – ének, gitár, Wurlitzer elektromos zongora
- Tommy Walter – basszusgitár, háttérvokál

### További zenészek
- Jon Brion – gitár, harsona, Chamberlin
- Mark Goldenberg – gitár, billentyűk
- Jim Jacobsen – billentyűk, loopok
- Paul Edge - lemezlejátszók

### Produkció
- Jon Brion – producer, hangmérnök
- Amir Derakh – hangmérnök
- E – Producer, hangmérnök
- Ann Giordano – fényképek
- Mark Goldenberg – producer, hangmérnök
- Jim Jacobsen – hangmérnök
- Billy Kinsley – keverés
- Stephen Marcussen – mastering
- Francesca Restrepo – művészi vezető, design
- Rob Seifert – keverés
- Michael Simpson – producer, keverés
- Matt Thorne – hangmérnök

## Fordítás
Ez a szócikk részben vagy egészben a Beautiful Freak című angol Wikipédia-szócikk ezen változatának fordításán alapul.  Az eredeti cikk szerkesztőit annak laptörténete sorolja fel. Ez a jelzés csupán a megfogalmazás eredetét és a szerzői jogokat jelzi, nem szolgál a cikkben szereplő információk forrásmegjelöléseként.